# Президентські вибори в Італії 1955

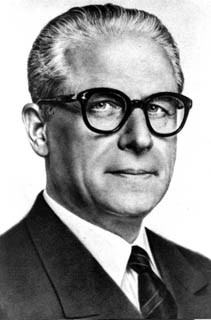
Джованні Гронкі

Президентські вибори в Італії 1955 року відбулись 28-29 квітня відповідно до Конституції на спільному засіданні всіх членів парламенту.
Для обрання президента знадобилось 4 тури голосування. В останньому турі перемогу здобув Джованні Гронкі.

## 1 тур
28 квітня. Присутні: 815, голосували: 815, утримались: 0. Число голосів, необхідне для обрання: 562.
| Кандидат          | Число голосів |
| ----------------- | ------------- |
| Ферруччо Паррі    | 308           |
| Чезаре Мердзагора | 228           |
| Луїджі Ейнауді    | 120           |
| Джованні Гронкі   | 30            |
| Антоніо Сеньї     | 12            |
| Пусті бюлетені    | 89            |
| Відсутні бюлетені | 23            |
| Недійсні бюлетені | 5             |

## 2 тур
28 квітня. Присутні: 808, голосували: 808, утримались: 0. Число голосів, необхідне для обрання: 562.
| Кандидат          | Число голосів |
| ----------------- | ------------- |
| Чезаре Мердзагора | 225           |
| Джованні Гронкі   | 127           |
| Луїджі Ейнауді    | 80            |
| Антоніо Сеньї     | 18            |
| Пусті бюлетені    | 332           |
| Відсутні бюлетені | 24            |
| Недійсні бюлетені | 2             |

## 3 тур
29 квітня. Присутні: 817, голосували: 817, утримались: 0. Число голосів, необхідне для обрання: 562.
| Кандидат          | Число голосів |
| ----------------- | ------------- |
| Джованні Гронкі   | 281           |
| Чезаре Мердзагора | 245           |
| Луїджі Ейнауді    | 61            |
| Антоніо Сеньї     | 14            |
| Раффаеле Де Каро  | 14            |
| Пусті бюлетені    | 195           |
| Відсутні бюлетені | 7             |
| Недійсні бюлетені | 2             |

## 4 тур
29 квітня. Присутні: 833, голосували: 833, утримались: 0. Число голосів, необхідне для обрання: 422.
| Кандидат          | Число голосів |
| ----------------- | ------------- |
| Джованні Гронкі   | 658           |
| Луїджі Ейнауді    | 70            |
| Пусті бюлетені    | 92            |
| Відсутні бюлетені | 11            |
| Недійсні бюлетені | 2             |